# Чомонин
Чомонин (укр. Чомонин) — село в Великодобронской сельской общине Ужгородского района Закарпатской области Украины.
Население по переписи 2001 года составляло 2265 человек. Почтовый индекс — 89652. Телефонный код — 3131. Занимает площадь 4,275 км². Код КОАТУУ — 2122787801.